# استون سندفورد
استون سندفورد (به انگلیسی: Aston Sandford) یک روستا و محله مدنی در بریتانیا است که در ایلسبوری ویل واقع شده‌است. استون سندفورد ۴۳ نفر جمعیت دارد.